# The War Bridegroom
The War Bridegroom é um filme mudo norte-americano de 1917, do gênero comédia, dirigido por Roy Clements e distribuído pela Universal Studios.

## Elenco
- Eddie Lyons ... Eddie Powers
- Edith Roberts ... Edith Thurston
- Lee Moran ... Lee Thurston
- Fred Gamble ... Mr. Thurston
- Harry Nolan ... Xerife John Law